# Wendy Hiller
Pour les articles homonymes, voir Hiller.
Wendy Hiller est une actrice anglaise, de son nom complet Wendy Margaret Hiller, née à Bramhall (Angleterre, Royaume-Uni) le 15 août 1912 et morte à Beaconsfield (Angleterre, Royaume-Uni) le 14 mai 2003.

## Biographie

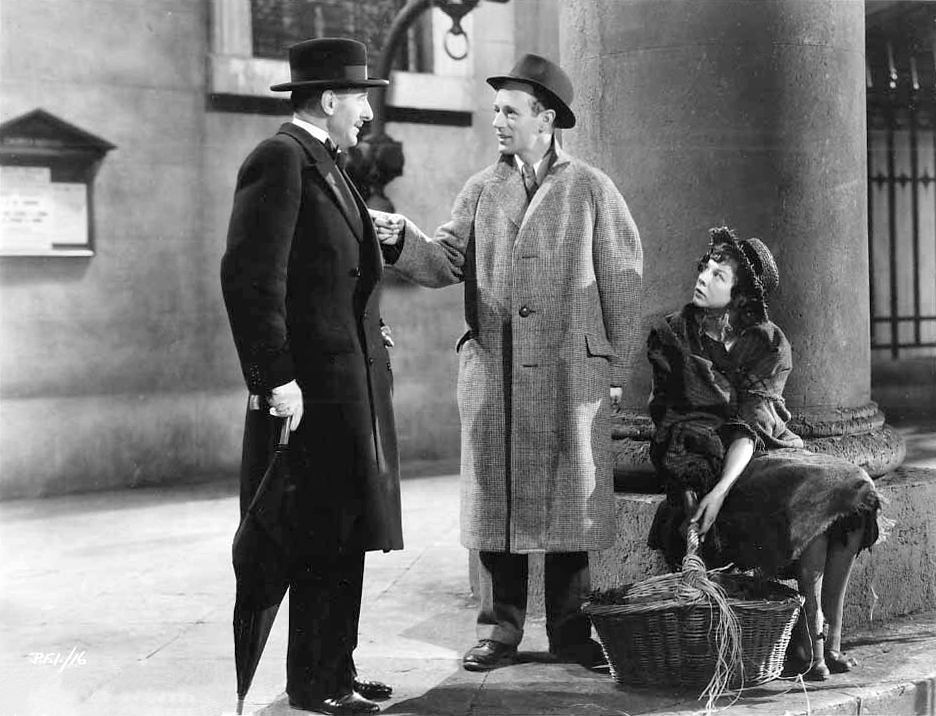
Scott Sunderland, Leslie Howard et Wendy Hiller dans Pygmalion (1938)

Wendy Hiller débute au théâtre en 1930, à Manchester, alors qu'elle est étudiante au Manchester Repertory Theatre. En 1934, elle crée le rôle de Sally Hardcastle à Manchester, dans la pièce Love on the Dole (en), adaptation du dramaturge britannique Ronald Gow ; elle reprend ce rôle à Londres en 1935, en tournée au Royaume-Uni, puis à Broadway (New York) en 1936. Au cours des représentations à Broadway, elle rencontre George Bernard Shaw qui, séduit par son jeu, lui propose d'interpréter plusieurs de ses pièces en Angleterre, dès cette même année 1936, dont Pygmalion, dans le rôle d’Eliza Doolittle.
Wendy Hiller poursuit une riche carrière au théâtre (voir la liste sélective ci-après), principalement en Angleterre, jusqu'à une dernière pièce représentée à Londres en 1988, Driving Miss Daisy d'Alfred Uhry, où elle joue le rôle de Miss Daisy Werthan (repris par Jessica Tandy, dans l'adaptation au cinéma, en 1989). Entretemps, elle retourne notamment à Broadway à quatre reprises, entre 1947 et 1962 ; la pièce qu'elle y interprète en 1957, Une lune pour les déshérités d'Eugene O'Neill, lui vaut une nomination au Tony Award de la meilleure actrice.
En 1937 (année où elle épouse Ronald Gow, dont elle restera veuve, à la mort de celui-ci en 1993), Wendy Hiller débute au cinéma, avec un premier film britannique. Le deuxième en 1938 est Pygmalion, adaptation de la pièce de Shaw, avec Leslie Howard interprétant le Professeur Higgins ; elle y reprend son rôle d’Eliza Doolittle, qui lui vaut l'année suivante (1939) une nomination — alors accordée pour la première fois à une actrice britannique — à l'Oscar de la meilleure actrice. Elle gagnera toutefois un Oscar de la meilleure actrice dans un second rôle en 1959, pour le film Tables séparées (1958), avant une nouvelle nomination dans cette dernière catégorie, en 1967 (avec Un homme pour l'éternité, de 1966). Parmi ses autres films, mentionnons le rôle-titre dans La Commandante Barbara (1941), adaptation de la pièce Major Barbara (titre original) de George Bernard Shaw, et son rôle d'infirmière en chef dans Elephant Man (1980).
Accaparée par sa carrière théâtrale, Wendy Hiller ne participe en tout qu'à vingt-deux films (britanniques et américains, ou coproductions), son dernier long métrage datant de 1993, avant un ultime rôle dans un court métrage de 1997.
À la télévision, elle apparaît d'abord dans un téléfilm en 1939, puis dans plusieurs autres téléfilms et quelques séries, entre 1956 et 1991, dont bon nombre d'adaptations de pièces de théâtre (comme au cinéma).
Pour sa contribution à la vie artistique de son pays, Wendy Hiller est faite Officier de l'ordre de l'Empire britannique (OBE) en 1971, puis élevée par la reine Élisabeth II au grade de Dame commandeur de l'ordre de l'Empire britannique (DBE) en 1975.

## Théâtre (sélection)
Pièces jouées à Londres, sauf mention contraire
- 1934 : Love on the Dole (en), adaptation de Ronald Gow, d'après le roman éponyme de Walter Greenwood (Manchester ; reprises à Londres en 1935, en tournée, puis à Broadway en 1936)
- 1936 : Sainte Jeanne (Saint Joan), On the Rocks et Pygmalion de George Bernard Shaw ; The Clandestine Marriage de David Garrick ; Brontes of Haworth Personage de John Davison ; Jane Eyre, adaptation d'Helen Jerome, d'après le roman éponyme de Charlotte Brontë ; Lady Precious Stream de S.I. Hsiung (Festival de Malvern (Worcestershire))
- 1944 : The Cradle Song (Canción de cuna) de Gregorio Martínez Sierra, mise en scène de John Gielgud
- 1946 : Le Baladin du monde occidental (The Playboy of the Western World) de John Millington Synge, avec Cyril Cusack (Bristol)
- 1946 : Le Marchand de Venise (The Merchant of Venice) de William Shakespeare (Bristol)
- 1946 : Tess d'Urberville (Tess), adaptation de Ronald Gow, d'après le roman éponyme de Thomas Hardy (Bristol ; reprise à Londres en 1947)
- 1947-1948 : L'Héritière (The Heiress), adaptation de Ruth et Augustus Goetz, d'après le roman Washington Square d'Henry James, avec Basil Rathbone (Broadway ; reprise à Londres en 1950, avec Ralph Richardson) (pièce adaptée au cinéma en 1949)
- 1951-1952 : Waters of the Moon de N.C. Hunter, avec Edith Evans, Sybil Thorndike
- 1955 : The Night of the Ball de Michael Burns, mise en scène de Joseph Losey, avec Gladys Cooper, Barry Foster
- 1955-1956 : Le Conte d'hiver (The Winter's Tale), Troïlus et Cressida (Troilus and Cressida, mise en scène de Tyrone Guthrie), Othello ou le Maure de Venise (Othello, the Moor of Venice, avec Richard Burton), Jules César (Julius Caesar) et Les Joyeuses Commères de Windsor (The Merry Wives of Windsor), de William Shakespeare (Saison à Bristol, avec Rosemary Harris et John Neville, sauf la dernière pièce)
- 1957 : Une lune pour les déshérités (A Moon for the Misbegotten) d'Eugene O'Neill, avec Cyril Cusack, Franchot Tone (Broadway)
- 1958 : Flowering Cherry de Robert Bolt, avec Ralph Richardson (reprise à Broadway en 1959, avec Eric Portman)
- 1960 : Le Tumulte (Toys in the Attic) de Lillian Hellman, avec Ian Bannen (rôle repris dans l'adaptation au cinéma de 1963 - voir la filmographie ci-dessous -)
- 1962 : Les Papiers d'Aspern (The Aspern Papers), adaptation de Michael Redgrave, d'après la nouvelle éponyme d'Henry James, avec Maurice Evans, Françoise Rosay[1] (Olympia Dukakis en doublure) (Broadway)
- 1963 : Les Ailes de la colombe (The Wings of the Dove), adaptation de Christopher Taylor, d'après le roman éponyme d'Henry James, avec Susannah York
- 1967 : The Sacred Flame de William Somerset Maugham, avec Gladys Cooper
- 1975 : John Gabriel Borkman d'Henrik Ibsen, avec Peggy Ashcroft, Ralph Richardson
- 1977 : Waters of the Moon (pièce sus-visée), reprise, avec Ingrid Bergman[2] (Festival de Chichester ; reprise à Londres en 1978, toujours avec Ingrid Bergman)
- 1984 : Les Papiers d'Aspern (The Aspern Papers, pièce sus-visée), reprise, avec Vanessa Redgrave, Christopher Reeve
- 1987 : L'Importance d'être Constant (The Importance of Being Earnest) d'Oscar Wilde
- 1988 : Driving Miss Daisy d'Alfred Uhry, avec Clarke Peters, Barry Foster (pièce adaptée au cinéma, par l'auteur, en 1989)

## Filmographie

### Au cinéma (liste complète)
- 1937 : Lancashire Luck d'Henry Cass
- 1938 : Pygmalion d'Anthony Asquith et Leslie Howard
- 1941 : La Commandante Barbara (Major Barbara) de Gabriel Pascal
- 1945 : Je sais où je vais (I know where I'm going !) de Michael Powell et Emeric Pressburger
- 1951 : Le Banni des îles (Outcast of the Islands) de Carol Reed
- 1953 : Marin du roi (Sailor of the King - titre américain - ou Single-Handed ou Brown on Resolution - titres britanniques alternatifs -) de Roy Boulting (coproduction Royaume-Uni / États-Unis)
- 1957 : Le Carnaval des dieux (Something of Value) de Richard Brooks
- 1957 : Comment tuer un oncle à héritage (How to murder a Rich Uncle) de Nigel Patrick et Max Varnel
- 1958 : Tables séparées (Separate Tables) de Delbert Mann
- 1960 : Amants et Fils (Sons and Lovers) de Jack Cardiff
- 1963 : Le Tumulte (Toys in the Attic) de George Roy Hill
- 1966 : Un homme pour l'éternité (A Man for all Seasons) de Fred Zinnemann
- 1974 : Le Crime de l'Orient Express (Murder on the Orient Express) de Sidney Lumet
- 1976 : Le Voyage des damnés (Voyage of the Damned) de Stuart Rosenberg
- 1978 : Le Chat et le Canari (The Cat and the Canary) de Radley Metzger
- 1980 : Elephant Man (The Elephant Man) de David Lynch
- 1981 : Miss Morison's Ghosts de John Bruce
- 1982 : Making Love, d'Arthur Hiller : Winnie
- 1983 : Attracta de Kieran Hickey
- 1987 : The Lonely Passion of Judith Hearne de Jack Clayton
- 1993 : The Countess Alice de Moira Armstrong
- 1997 : A New Window Pane de Ian Bang (court métrage)

### À la télévision (sélection)
Téléfilms, sauf mention contraire
- 1959 : Série Alfred Hitchcock présente (Alfred Hitchcock presents), Saison 5, épisode 14 Abus de confiance (Graduating Class)
- 1969 : David Copperfield de Delbert Mann
- 1978 : Richard II (King Richard the Second) de David Giles
- 1979 : Série Bizarre, bizarre (Tales of the Unexpected), Saison 1, épisode 7 De la musique pour les chats (Edward the Conqueror)
- 1983 : The Kingfisher de James Cellan Jones
- 1983 : La Comédie des erreurs (The Comedy of Errors) de James Cellan Jones
- 1985 : L'Importance d'être Constant (The Importance of Being Earnest) de Michael Attenborough et Michael Lindsay-Hogg
- 1986 : Passions envolées (All Passion Spent) de Martyn Friend
- 1987 : Le bonheur au bout du chemin 2 (Anne of the Green Gables: The sequel) de Kevin Sullivan (rôle : Mme Harris)